# Catriona Bisset
Catriona Bisset (* 1. März 1994 in Newcastle) ist eine australische Mittelstreckenläuferin, die sich auf den 800-Meter-Lauf spezialisiert hat und Inhaberin des Ozeanienrekordes über diese Distanz ist.

## Sportliche Laufbahn
Erste internationale Erfahrungen sammelte Catriona Bisset bei den IAAF World Relays 2019 in Yokohama, bei denen sie mit der gemischten 4-mal-400-Meter-Staffel in 3:37,61 min auf den zweiten Platz gelangte. Anschließend siegte sie über 800 Meter bei den Ozeanienmeisterschaften in Townsville in 2:02,16 min. Zudem siegte sie auch bei der Sommer-Universiade kurz darauf in Neapel in 2:01,20 min. Beim Diamond-League-Meeting in London verbesserte sie den 43 Jahre alten australischen Rekord von Charlene Rendina und qualifizierte sich damit für die Weltmeisterschaften in Doha im September, bei denen sie mit 2:05,53 min in der ersten Runde aus. 2020 siegte sie in 2:04,45 min beim Sir Graeme Douglas International und im Jahr darauf siegte sie in 2:00,19 min beim Canberra Track Classic sowie in 1:59,12 min beim Queensland Track Classic. Im Juni verbesserte sie beim Memoriał Janusza Kusocińskiego den Ozeanienrekord auf 1:58,09 min und qualifizierte sich damit für die Olympischen Spiele in Tokio, bei denen sie mit 2:01,65 min in der ersten Runde ausschied.
2022 trat sie erstmals über 800 m in der Halle an und stellte gleich bei ihrem ersten Wettkampf mit 1:59,46 min einen neuen Ozeanienrekord auf. Mitte März belegte sie bei den Hallenweltmeisterschaften in Belgrad in 2:01,24 min den fünften Platz. Ende Juni wurde sie beim Bauhaus-Galan in 1:58,54 min Dritte und anschließend schied sie bei den Weltmeisterschaften in Eugene mit 2:05,20 min im Halbfinale aus. Daraufhin startete sie bei den Commonwealth Games in Birmingham und belegte dort in 1:59,41 min den fünften Platz. Im Jahr darauf siegte sie in 1:59,74 min beim Brisbane Track Classic und wurde beim Meeting International Mohammed VI d’Athlétisme de Rabat in 2:00,11 min Zweite. Im Juli verbesserte sie in London den Ozeanienrekord auf 1:57,78 min und kurz darauf siegte sie in 2:00,11 min beim Folksam Grand Prix Malmö. Im August schied sie dann bei den Weltmeisterschaften in Budapest mit 1:59,94 min im Halbfinale aus. Kurz darauf wurde sie bei Weltklasse Zürich in 1:58,77 min Zweite. 2024 schied sie bei den Hallenweltmeisterschaften in Glasgow mit 2:00,13 min im Semifinale aus und Ende Mai wurde sie bei den Bislett Games in 1:59,29 min Dritte. Anschließend siegte sie in 1:59,17 min beim Meeting Madrid, ehe sie im August bei den Olympischen Sommerspielen in Paris mit 2:02,35 min in der Hoffnungsrunde ausschied.
In den Jahren 2019 und von 2021 bis 2023 wurde Bisset australische Meisterin im 800-Meter-Lauf sowie 2019 und 2021 in der 4-mal-400-Meter-Staffel.

## Persönliche Bestleistungen
- 800 Meter: 1:57,78 min, 23. Juni 2023 in London (Ozeanienrekord)
  - 800 Meter (Halle): 1:59,46 min, 19. Februar 2022 in Birmingham (Ozeanienrekord)
- 1000 Meter: 2:38,42 min, 2. März 2021 in Melbourne
- 1500 Meter: 4:24,34 min, 14. Januar 2021 in Melbourne